# Junta Nacional de Carnes
La Junta Nacional de Carnes fue un organismo público de regulación del mercado de carnes en la Argentina, creado por ley en 1933 bajo el gobierno conservador del presidente Agustín P. Justo. 
De la Junta Nacional de Carnes dependía la CAP (Corporación Argentina de Productores de Carne), creada en 1934. Tenía como funciones intervenir en el mercado de la carne, establecer "precios sostén", reglamentar los cortes y clasificaciones, y regular las exportaciones.
Fue disuelto en 1991 por el decreto N.º 2284/91, de desregulación de mercados, elaborado por el entonces ministro de Economía Domingo Cavallo bajo la presidencia de Carlos Menem.

## Historia
Después de la gran depresión mundial de 1929, que llevó a la crisis de los mercados internacionales, las exportaciones de carne y las ganancias de los ganaderos argentinos se vieron fuertemente afectadas. Ello llevó a los gobiernos conservadores de la llamada década infame (1930-1943) a adoptar una serie de medidas y de acuerdos internacionales, caracterizadas por la intervención del Estado en la economía, destinadas a preservar mercados y niveles de ganancia de los ganaderos, como el conocido Pacto Roca-Runciman entre la Argentina y Reino Unido.
En el marco de esa política, el gobierno del presidente Agustín P. Justo envió al Congreso en 1932 dos proyectos de ley para crear una Junta Nacional de Carnes que regulara el mercado, y un frigorífico estatal. Los dos proyectos fueron unificados y sancionados en septiembre de 1933 como Ley N.º 11.747, conocida con el nombre de "Ley de Carnes".
La dirección de la Junta Nacional de Carnes fue atribuida a una mesa directiva de nueve miembros integrada del siguiente modo:
- Dos miembros elegidos por la Sociedad Rural Argentina
- Dos miembros elegidos entre las demás sociedades rurales
- Un miembro elegido por los frigoríficos privados
- Un miembro que no tuviera intereses en la producción y comercio de la carne
- Tres miembros elegidos por los industriales y comerciantes de carne del interior del país y por los transportistas marítimos y terrestres.

La JNC establecía las normas de clasificación de las carnes y los cortes, y podía intervenir en los mercados para regular precios, mediante el establecimiento de "precios sostén" y otras medidas. En 1934 fue creado la Corporación Argentina de Productores de Carne (CAP), dirigido por la Junta y financiado por los ganaderos. La CAP otorgaba los cupos de exportación.
En 1941 la JNC estableció el Sistema de Clasificación y Tipificación Oficial de Carnes Bovinas, vigente en adelante.
En la década de 1940, se modificó la composición corporativa de la JNC, estableciéndose que la misma sería elegida por el Poder Ejecutivo Nacional con acuerdo del Senado.
La CAP se constituyó en el actor más importante del mercado en la década de1960, fue manejada como una cooperativa aunque sin serlo. La corporación era dueña de frigoríficos importantísimos como Rosario, La Negra, Vilelas, Puerto Deseado, Villa Mercedes, Yuquerí, Lisandro de la Torre, Río Grande y Cuatreros en Bahía Blanca. Además tenía una enorme sede en Londres, conocida como CAP House, e imponentes oficinas en Reconquista y Corrientes. Sin embargo, se fueron acumulando los quebrantos y CAP fue disuelta en 1979.
En 1991, como parte de la reforma económica dispuesta por el presidente Carlos Menem y llevada a cabo por el ministro Domingo Cavallo, siguiendo los lineamientos desreguladores del Consenso de Washington, por el decreto N.º 2284/91 se disolvió la Junta Nacional de Carnes, junto con otras entidades similares, como la Junta Nacional de Granos, el Instituto Nacional de Vitivinicultura (I.N.V.) y el Instituto Nacional del Algodón.